# Katowice Street Art Festival
Katowice Street Art Festival – święto sztuki ulicznej odbywające się co roku w okolicach maja. Wprowadza do Katowic prace przedstawicieli streetartu z całego świata, najczęściej są tymi pracami murale na budynkach.

## Charakterystyka
Festiwal jest znany z upiększania przestrzeni Katowic. Zapraszani są artyści z różnych krajów, odbywają się również warsztaty, wystawy, koncerty, pokazy filmów oraz wycieczki rowerowe śladem murali powstałych podczas poprzednich edycji festiwalu.

## Historia i idea wydarzenia

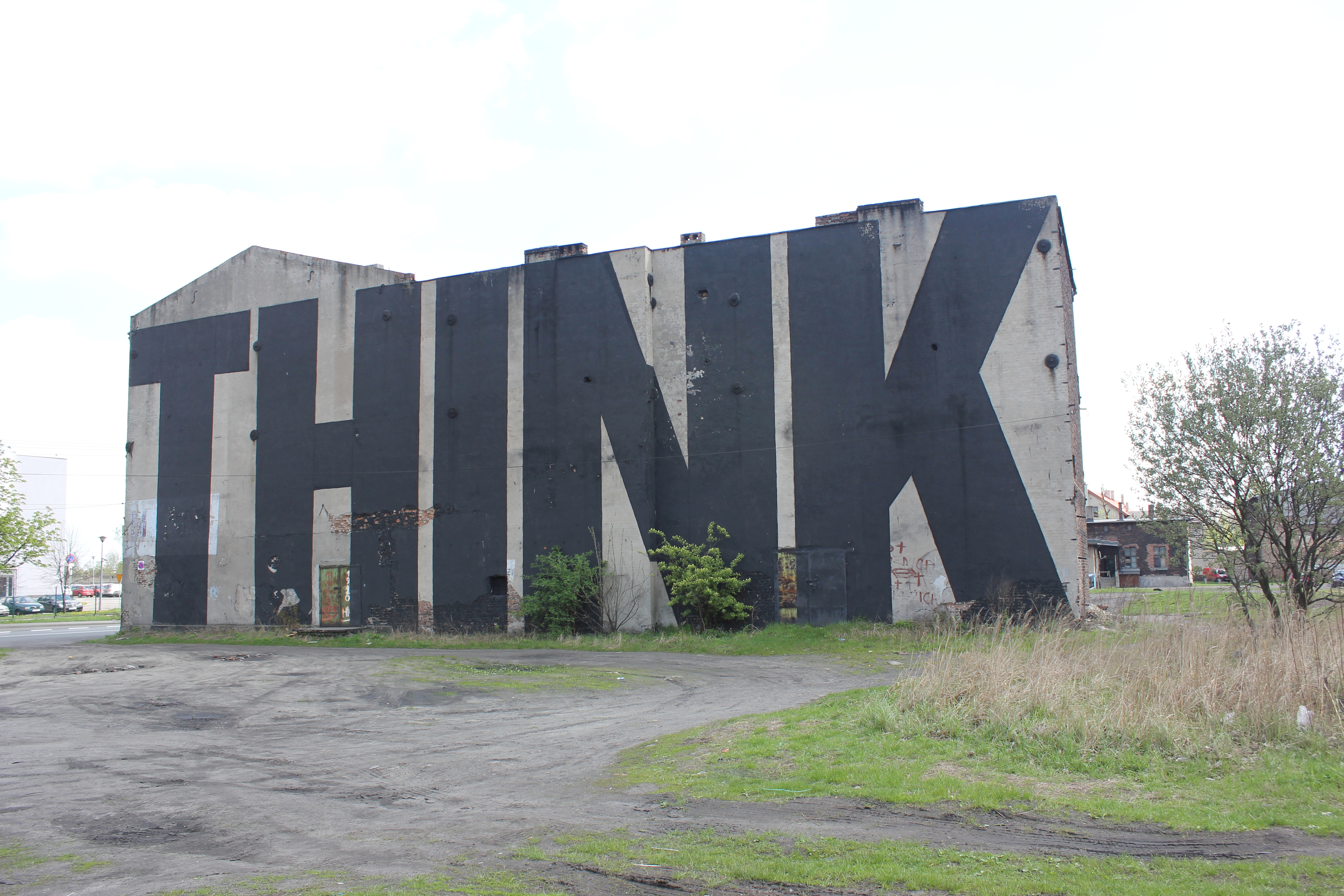
Mural z 2013 roku, namalowany podczas Katowice Street Art Festival, przez hiszpańskiego artystę pod pseudonimem SpY.

Przez pierwsze dwie edycje, mieszkańcy Katowic zapoznawali się z ideą Festiwalu. Odbywały się warsztaty, które miały na celu oswojenia ludzi do takich działań, a znaczna część prac stanowiła tylko miejską dekorację. W trzeciej edycji, pozwoliło to na dobór artystów, którzy tworząc prace, umieszczali na ścianach często krytyczne komentarze, które kierowane były do miasta, mieszkańców i streetartu. Festiwal był propagowany i rozwinął się gdy Katowice bez powodzenia starały się o tytuł Europejskiej Stolicy Kultury w 2016 roku. Festiwal ma pokazać, że bezrefleksyjne malowanie na ścianach nie jest tym, czego miasto potrzebuje.

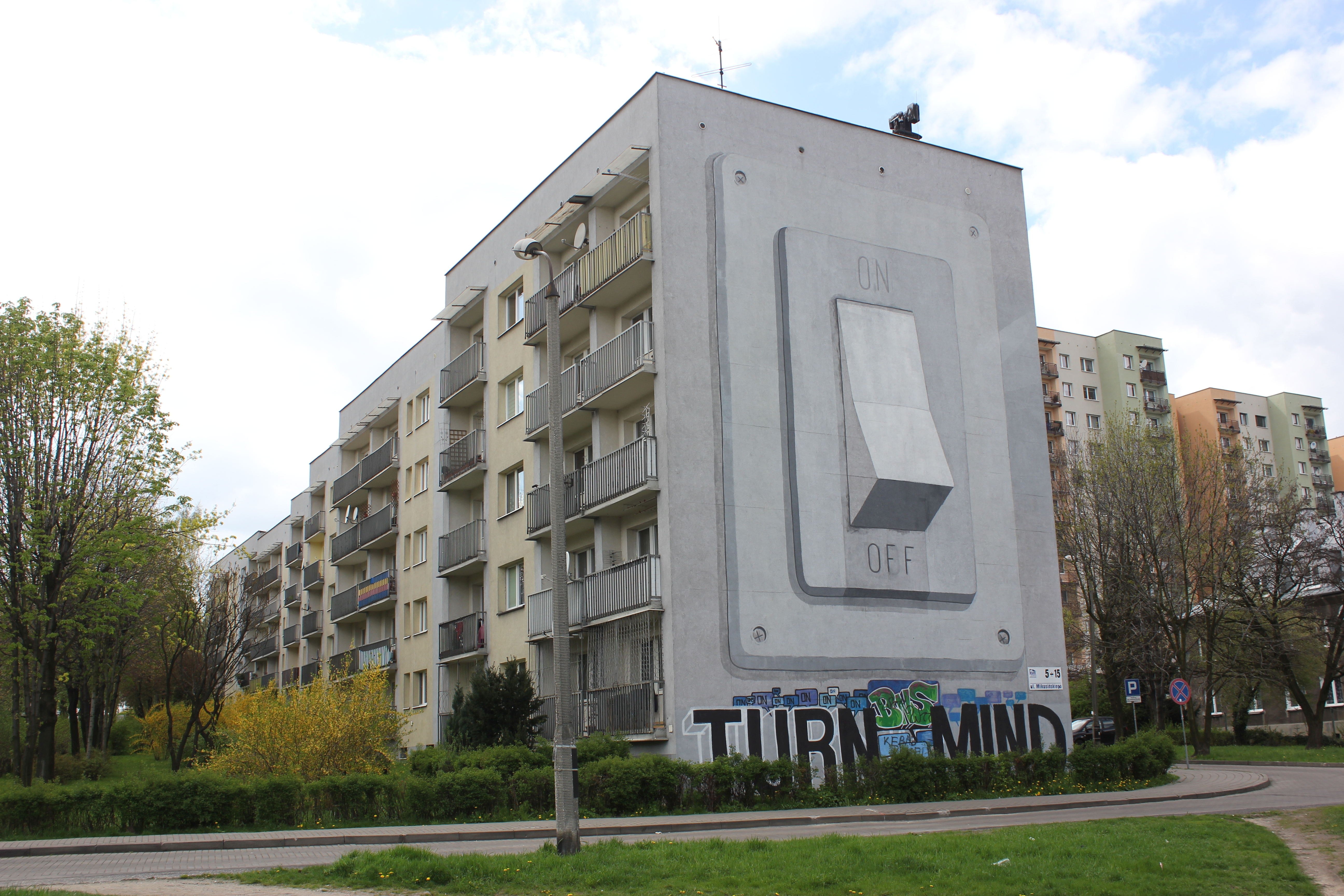
Mural z 2012 roku, namalowany podczas Katowice Street Art Festival, przez artystę pod pseudonimem Escif.

Wydarzenia i program trzeciej edycji rozniosły się nie tylko wśród polskich znawców sztuki ulicznej, ale spotkały się z pozytywnym odzewem ze mediów i portali z Europy i Stanów Zjednoczonych. Festiwal stał się miejscem refleksji i poważnych rozmyśleń oraz konfrontacją z miastem i jego mieszkańcami przez zadawania trudnych pytań.
Chcąc się rozwijać i wnikać coraz bardziej na miejską przestrzeń, postanowiono przekształcić wydarzenie w projekt artystyczny. Pozwoliło to na dokładniejsze ukazanie charakteru miasta oraz jego ukrytych i zapomnianych historii. Festwal jest próbą ukazania znaczenia i roli miasta oraz jego mieszkańców, co w rozwoju miasta wydaje się być niezbędne.

## Artyści
Edycja z roku 2014
- Filippo Minelli
- Magda Drobczyk
- Sergiy Radkevich
- Kwiaciarnia Grafiki
- Paweł Szeibel
- Paweł Kowzan
- Brad Downey + Akay
- Stachu SZUM SzumskiPracę stworzył polski artysta Peter Fuss, podczas Katowice Street Art Festival. Przedstawia biznesmenów z napisem From Work To Work na twarzy, a na samym środku umieścił napis: Don’t think, don’t ask, pay tax, vote for us. Mural możecie znaleźć w Katowicach na ulicy W. Pola 17.Vova Vorotniov
- Pikaso
- Luzinterruptus

Edycja z roku 2015

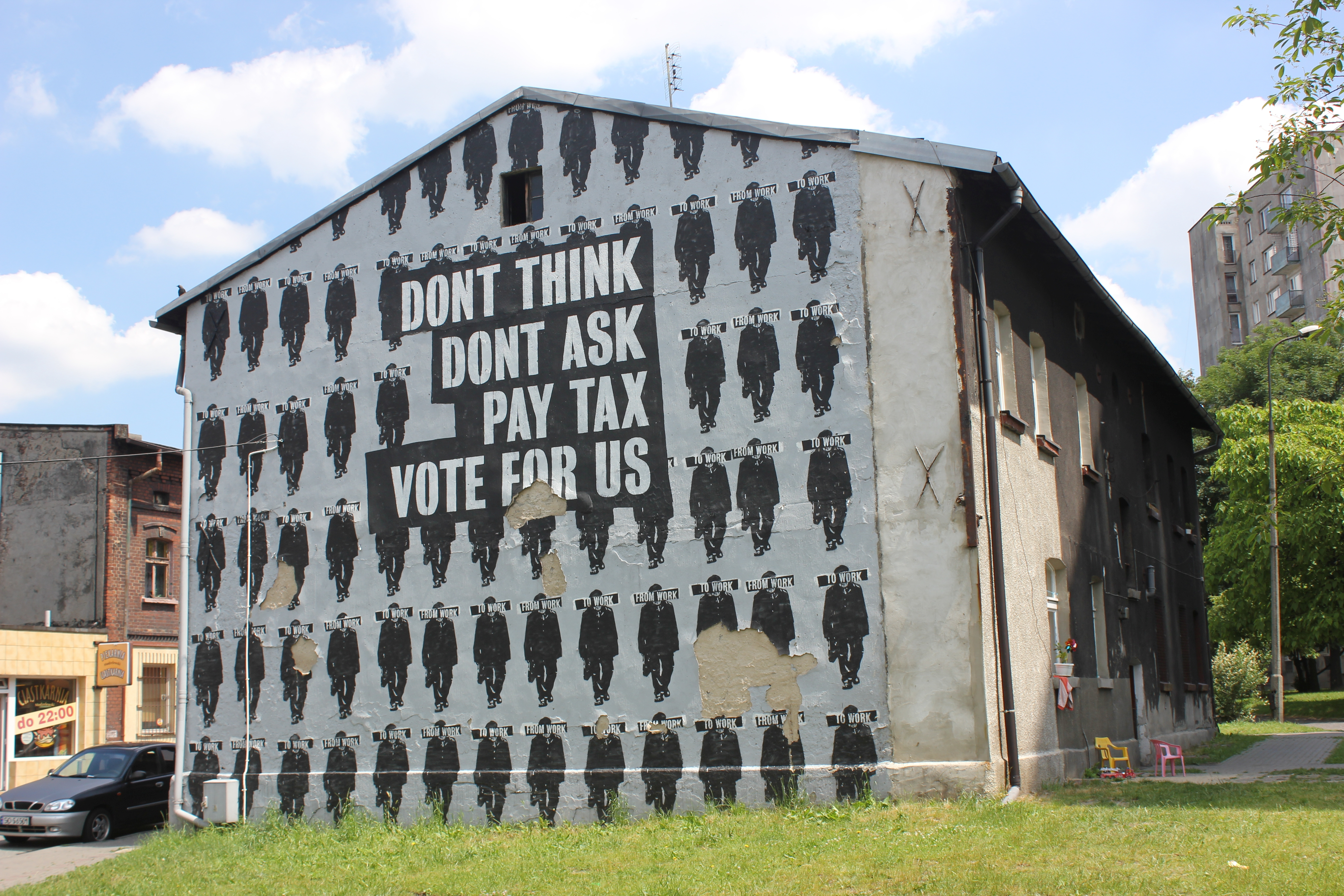
Pracę stworzył polski artysta Peter Fuss, podczas Katowice Street Art Festival. Przedstawia biznesmenów z napisem From Work To Work na twarzy, a na samym środku umieścił napis: Don’t think, don’t ask, pay tax, vote for us. Mural możecie znaleźć w Katowicach na ulicy W. Pola 17.

- Maciej Chodziński i Maciej Salamon "Roboty ziemne"
- Coxie
- Nug&UNDOG
- Łukasz Surowiec
- Forin
- Michal Škapa
- Mariusz Libel
- Ian Strange
- Axel Void

Edycja z roku 2016
- Łukasz Berger
- Szymon Pietrasiewicz/Pracownia sztuki zaangażowanej Rewiry
- Przemek Kopczyk
- Mariusz Waras i studenci Akademii Sztuki w Szczecinie
- Społeczna Pracownia Mozaiki
- Kwiaciarnia Grafiki
- Karolina Zajączkowska
- Sławek ZBIOK Czajkowski
- SUPERGUT STUDIO

Edycja z roku 2017
- Tima Radia
- Anna Płachecka i Julia Biczysko (Riposta +/-)
- Jakub Szczęsny
- Myroslav Vayda
- Roch Forowicz
- Michał Frydrych
- Krzysztof Żwirblis
- Dominik Cymer

Edycja z roku 2018:
- Honorata Martin

- OPEN GROUP (Yura Biley, Pavlo Kovach, Stanislav Turina, Anton Varga)

- Kavachi Kavachi

- Danilo Milovanović

- Kamila Szejnoch

- Alexey Salmanov

- Artur Wabik

- Marton Barabas